# Beaco (Fluss)
Der Beaco ist ein osttimoresischer Fluss im Suco Maluru (Verwaltungsamt Viqueque, Gemeinde Viqueque). Der Fluss entspringt im Osten des Sucos und mündet östlich des Ortes Beaco und westlich des Ponta Deilubun in die Timorsee.
Der Flussname leitet sich aus der lokalen Sprache Tetum Terik ab. Be bedeutet „Wasser“, asu „Hund“.